# 佐賀球場
佐賀球場（さがきゅうじょう）は、かつて佐賀県佐賀市にあった野球場。老朽化のため、2004年限りで閉鎖された。

## 歴史
1959年竣工。開場以来、主に高校野球などアマチュア野球公式戦が行われた他、プロ野球では西鉄ライオンズ（現埼玉西武ライオンズ）主催のオープン戦やウエスタン・リーグ（二軍）公式戦などが開催された。
しかし老朽化が著しくなり、施設そのものが狭隘化。加えて佐賀市内及び近郊には、1999年に佐賀県立森林公園野球場（みどりの森県営球場　当時の所在地は久保田町だった）が完成し、さらに同年には佐賀市立野球場（佐賀ブルースタジアム）の改修も完了。これにより佐賀球場はアマチュア公式戦で使用される機会がほとんどなくなった。ブルースタジアムが改修された段階で、市は「2つも市営球場を所有するのは困難」として閉鎖を示唆していたが、競技関係者の猛反発に遭ったため存続することになったものの、老朽化は深刻な状態に陥っていた。特にメインスタンドはコンクリートの剥落が随所に見られたのに加え、2003年秋に実施した強度検査の結果、建設時の設計強度180kgを大きく下回った箇所が多く、コンクリートの中性化が進行して鉄筋の酸化が進行している可能性があるなど、耐震強度上問題があると判断された。
この結果、佐賀球場は廃止されることになり、2004年シーズンは貸出先を少年野球などに限定し、更にダッグアウト等を含むスタンドを立入禁止とする措置が執られ、11月には最後のイベントとしてプロ野球OB・現役選手を招いて少年野球教室が行われた。佐賀球場は同年限りで閉鎖、撤去され、2005年3月、市道部などを除く敷地は佐賀女子短期大学等を運営する旭学園に売却された。

## 施設概要
- グラウンド面積：9,510m2
- 両翼：93 m、中堅：113 m
- 内野：クレー舗装、外野：天然芝
- 照明設備：なし
- スコアボード：パネル式
- 収容人員：